# Era patriarcal
La Era Patriarcal es la época de los tres patriarcas bíblicos: Abraham, Isaac y Jacob, según las narrativas de Génesis 12-50.
.

## Tradición judía
La Biblia contiene un patrón intrincado de cronologías de la creación de Adán, el primer hombre, a los reinados de los reyes tardíos del Antiguo Israel y Judá. Basado en la cronología y la tradición Rabínica, fuentes judías antiguas como Seder' Olam Rabbah a. C.)

## Arqueología bíblica temprana
De este enérgico debate entre distintas teorías de la crítica bíblica e interpretaciones religiosas tradicionales nace la Arqueología Bíblica, una forma de arqueología distinta de otras debido a que busca no describir e interpretar evidencia muda, sino validar (o en algunos casos, invalidar) la historia de los Patriarcas y los eventos que rodearon sus vidas, como es descrito en la Biblia. 
El más eminente de los primeros arqueólogos bíblicos fue William F. Albright, quien creía haber identificado la Era Patriarcal en el periodo de 2100-1800 a.[cita requerida] C., el Intermedio de la Era de Bronce, el intervalo entre dos periodos de culturas urbanas altamente desarrolladas en el antiguo Canaán. Albright argumentó que había encontrado evidencia del colapso súbito de la previa cultura de la Era de Bronce temprana y lo adjudicó a invasiones de nómadas pastorales que migraban del noreste, quienes eran identificados con los Amorreos mencionados en textos mesopotámicos. [cita requerida]Según Albright, Abraham era un amorreo errante que migró del norte hacia las tierras altas del centro de Canaán y el Negev con sus rebaños y seguidores, a la par que las ciudades-estado de Canaán colapsaban. Albright, E. A. Speiser y Cyrus Gordon argumentan que a pesar que los textos descritos por las hipótesis documentales fueron escritas siglos después de la Era Patriarcal, la arqueología ha demostrado que fueron, sin embargo, un reflejo preciso de las condiciones del 2º milenio a.C.: "Podemos asegurar con toda confianza que Abraham, Isaac y Jacob fueron individuos históricos reales".

## Arqueología bíblica moderna
'La interpretación de Albright vino bajo feroz crítica cuando la arqueología descubrió evidentes anacronismos en los relatos bíblicos de la Era Patriarcal, indicando que los textos fueron escritos después de las fechas tradicionales. Por ejemplo, en Génesis 26:1 se relata que Isaac se reunió con el rey de los filisteos, los cuales (de acuerdo a la arqueología) no se asentaron en el Medio Oriente hasta el siglo XII a. C.
Excavaciones en el Valle de Timna en 2014 descubrieron lo que podrían ser los huesos más antiguos de camellos domesticados encontrados en Israel o incluso cualquier lugar fuera de la Península arábiga, que datan cerca de 930 a. C. Esto ha sido descrito como evidencia de que las historias de Abraham, José, Jacob y Esaú fueron escritas después de este tiempo. El mismo Albright vio a los camellos en la Biblia como un anacronismo. Sin embargo, excavaciones tempranas hechas en otras partes del Medio Oriente han descubierto huesos de camellos domesticados en una casa que data del año 2400 a. C., y que ahí existen escritos e imágenes que describen camellos como animales de carga mucho antes de 930 a. C., incluso antes a 1700 a. C. A pesar de que estos descubrimientos antiguos no estaban en Israel, se mantienen como sugestivos, viniendo de Baréin, Minoa, Babilonia e incluso Siria.
''
Igualmente, algunos eruditos como Kenneth Kitchen han explicado la presencia de filisteos en la narrativa argumentando que éstos son diferentes a los posteriores y que el nombre es un reemplazo de un grupo anterior de inmigrantes de Caftor.